# ميت فارس (الدقهلية)
قرية ميت فارس هي إحدى القرى التابعة لمركز بني عبيد في محافظة الدقهلية في جمهورية مصر العربية. حسب إحصاءات سنة 2006، بلغ إجمالي السكان في ميت فارس 8819 نسمة، منهم 4453 رجل و4366 امرأة.

## التاريخ
قرية ميت فارس من القرى القديمة، حيث وردت باسم «منية فارس» في أعمال الدقهلية والمرتاحية ضمن قرى الروك الناصري التي أحصاها ابن الجيعان في كتاب «التحفة السنية بأسماء البلاد المصرية». وفي العصر العثماني وردت باسم «منية فارس» في التربيع العثماني الذي أجراه الوالي العثماني سليمان باشا الخادم في عصر السلطان العثماني سليمان القانوني ضمن قرى ولاية الدقهلية، وفي تاريخ 1228هـ/1813م الذي عدّ قرى مصر بعد المسح الذي قام به محمد علي باشا باسم «ميت فارس» ضمن قرى مديرية الدقهلية.